# آپفلتراخ
آپفلتراخ (به آلمانی: Apfeltrach) یک شهر در آلمان است که در اونترالگوی واقع شده‌است. آپفلتراخ ۹۵۴ نفر جمعیت دارد.